# Woody Herman and His Orchestra

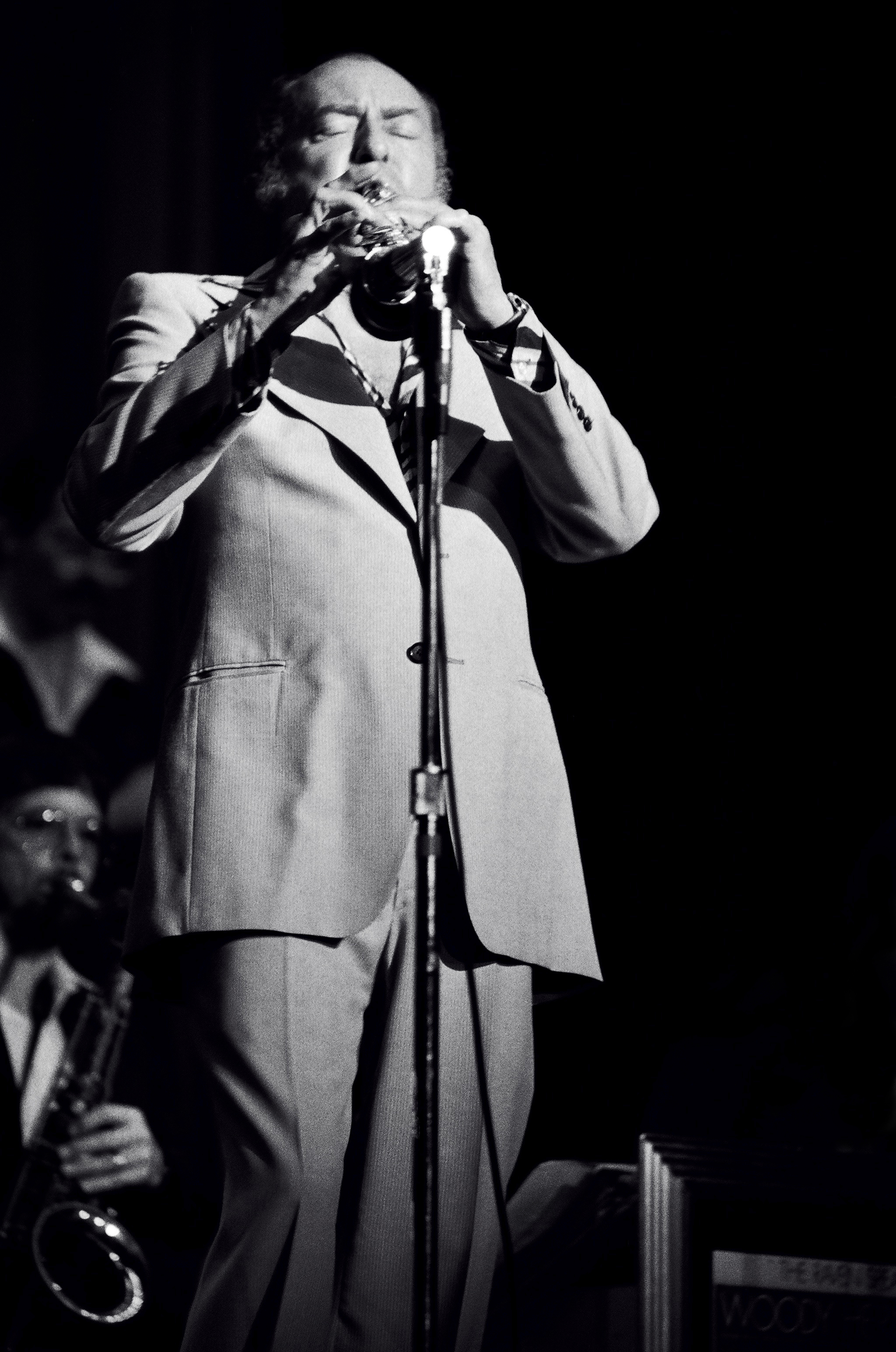
Woody Herman 1976

Woody Herman and His Orchestra war eine von Woody Herman geleitete Jazzband, die ihre großen Erfolge in der späten Swingära ab Ende der 1930er bis in die 1980er Jahre hatte. Nach den Anfängen als The Band That Play the Blues gehörten zu den Höhepunkten der Bandkarriere die First Herd, die 1945/46 auch Elemente des Bebop integrierte, und die Second Herd oder auch Four Brothers Band, die 1947 bis 1949 unter dem Einfluss des beginnenden Cool Jazz stand. In unterschiedlichen Besetzungen arbeitete Herman dann bis in die 1980er Jahre mit weiteren Big-Band-Projekten, integrierte verstärkt zeitgenössische Jazzelemente und trug damit wesentlich zur Weiterentwicklung des Bigband-Jazz bei.

## Bandgeschichte

### The Band That Plays the Blues: 1936–1944
Nachdem Woody Herman die Isham-Jones-Band 1936 übernommen und als Bandkooperative weitergeführt hatte (The Band That Plays the Blues), vollzog er in den folgenden Jahren durch Umbesetzungen stilistische Wendungen weg vom Blues und Dixieland Jazz hin zum Swing in anspruchsvollen Arrangements nach dem Vorbild des Duke Ellington Orchestra. Gordon Jenkins und Joe Bishop, die Mitglieder der Jones-Band gewesen waren, brachten einige Arrangements mit, weitere lieferte der Gitarrist Chick Reeves. Solist auf der Posaune in „I’ve Had the Blues So Long“, und „Take It Easy“ (1936) war Sonny Lee.

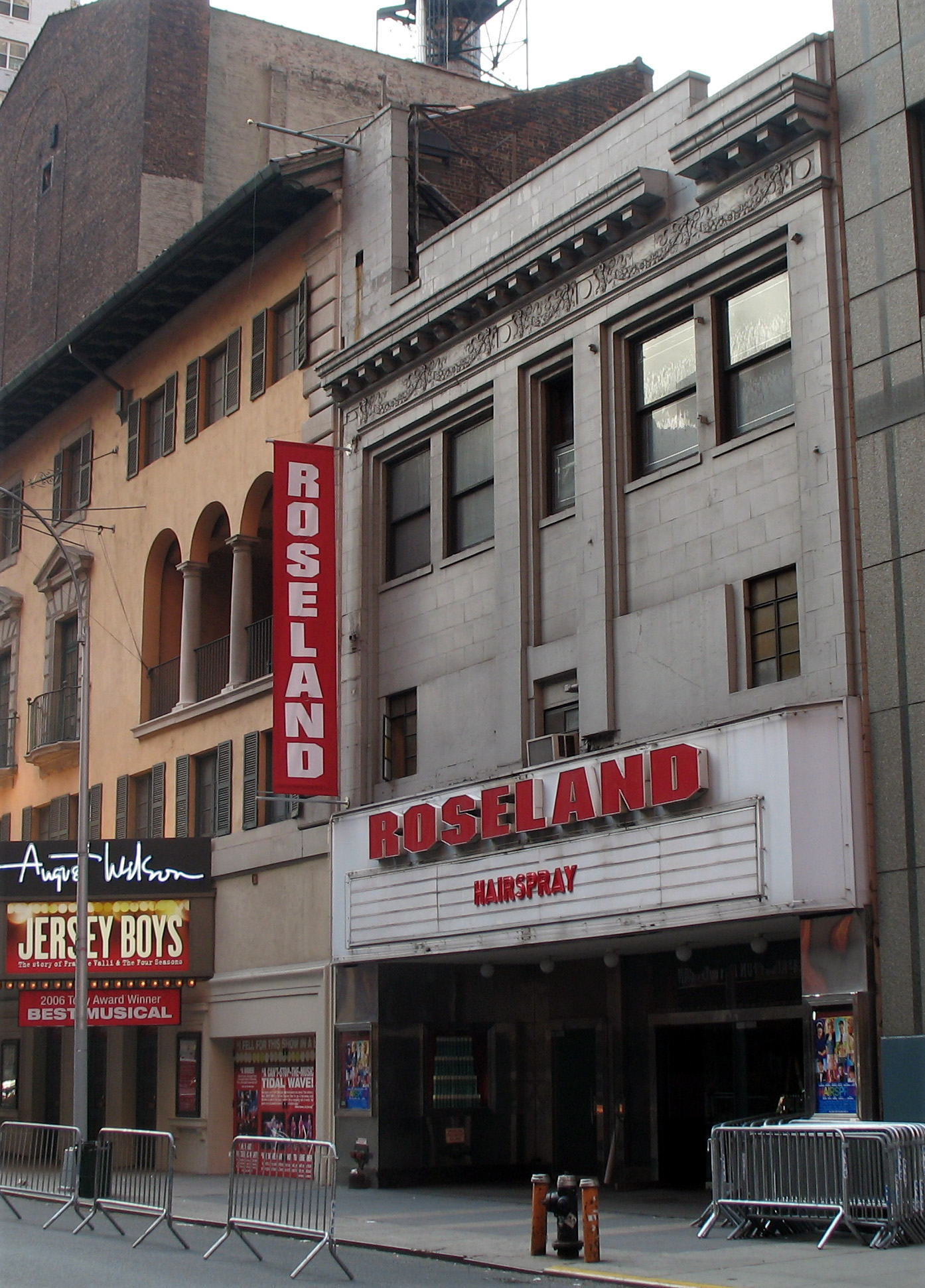
Roseland Ballroom in New York City

Die Band nahm auch Popsongs und Instrumentalnummern abseits des Jazz in ihr Repertoire auf; ihr Debüt hatte sie Ende 1936 nach sechswöchigen Proben im Roseland Ballroom in Brooklyn. Im Januar 1937 konzertierte sie im Roseland in Manhattan; die Auftritte wurden im Rundfunk übertragen und machten sie rasch bekannt. Zeitgleich spielte dort auch das Count Basie Orchestra; die auf dem Blues basierenden Arrangements der Band waren vollkommen neu für die Herman-Musiker und sie befragten Basies Musiker wie Jimmy Rushing, der meinte: „Man, it is the blues, the twelve-bar blues“. Dies verwirrte die jungen weißen Musiker, die den Blues nur mit gesungenen Liedern in Verbindung brachten. Hermans Arrangeure analysierten jedoch die Auftritte der Basie-Band im Roseland Ballroom genau.
Den Bandnamen The Band That Plays the Blues, nahmen die Musiker anfangs ganz wörtlich; als sie in Frank Dailey’s Meadowbrook spielten, bestritten sie ihre Show gänzlich mit Blues. Im Rice Hotel in Houston reagierte der Manager auf die bluesige Musik: „Würden Sie freundlicherweise mit dem Singen und Spielen von diesem Nigger-Blues aufhören?“
Im November 1940 tauchte erstmals die spätere Bandbezeichnung (Woody Herman’s) Herd in einem Artikel auf, den der Musikkritiker George Simon im Metronome veröffentlicht hatte, in dem er eine Busreise mit der Harry-James-Band beschrieb:

“In Hartford (Connecticut) ‘a grand reunion [ocurred] between the James boys and Woody Herman’s herd, playing the State Theatre here’.”

Nach ihren Anfangserfolgen ging The Band That Play the Blues auf zahlreiche Tourneen, u. a. mit einem Konzert in Hermans Heimatstadt Milwaukee. Nachdem sie eine ganze Reihe von Bluesnummern wie Dupree Blues oder Laughing Boy Blues für Decca eingespielt hatten, gelang der Band in den Vereinigten Staaten 1939 ihr erster großer Hit mit Woodchopper’s Ball, geschrieben von Joe Bishop und aufgenommen im April 1939. Den Titel spielte die Herman-Band auch im Spielfilm What’s Cookin?. Für Decca nahm die Band am 13. Dezember 1939 den Titel Blues on Parade auf, der im Januar 1940 auf Position 17 der US-Hitparade stieg und dort zwei Wochen blieb.

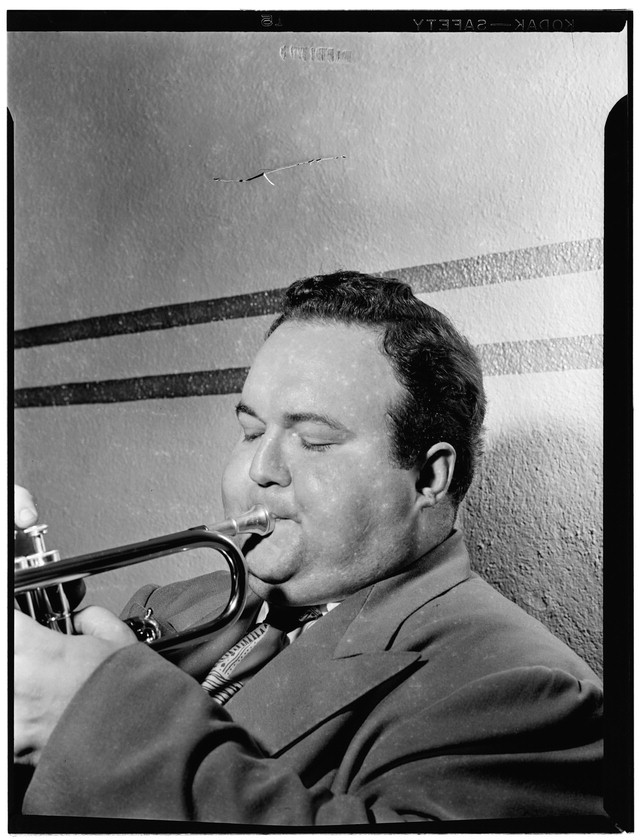
Ray Wetzel (1947 oder 1948)
Fotografie von William P. Gottlieb

Weitere Erfolgstitel waren Blue Prelude, der die erste Erkennungsmelodie der Band werden sollte, There I Go, Frenesi (1940) und der am 13. Februar 1941 aufgenommene Blue Flame, der zweite Song, der die Band populär machen und zum auf Blues-Harmonien beruhenden Markenzeichen der Band werden sollte. 1941 schaffte es die Woody Herman-Band an die Spitze der Swingbands; sie löste das Glenn Miller Orchestra im Glen Island Casino ab und hatte ein Engagement im Hollywood Palladium Los Angeles. Zum Eröffnungskonzert kamen 4.800 Besucher.
Auf #10 der Charts kam die Band im Juni 1941 mit G’bye Now mit der Bandsängerin Muriel Lane; es war der erste Hit für das junge Songwriter-Team Ray Evans und Jay Livingston. Acht Wochen in den US-Charts war Ende 1941 ihre Version der populären Harold Arlen/Johnny-Mercer-Nummer This Time The Dream’s on Me (#8). Aus der Feder dieses Songwriterteams stammte auch der erste Nummer-1-Hit der Band: Blues in the Night stand vier Wochen auf #1 und war 18 Wochen in den Charts. Einen seiner nächsten Erfolge, Amen [Yea-Man] (#5) hatte Herman in dem Film What’s Cookin’? (1942) vorgestellt. Four Or Five Times (#14) war 1942 eine Version einer King-Oliver-Nummer von 1928; Do Nothing till You Hear from Me (#7) war die erfolgreiche Zweitverwertung der Ellington-Komposition von 1940, nun u. a. mit Ray Wetzel (tp), Eddie Bert (tb), Johnny Bothwell (as), Allen Eager (ts) und Chubby Jackson am Bass in der Band. Für den echten Ellington-Sound sorgte hier Tenorsaxophonist Ben Webster.
Nach dem Eintritt der Vereinigten Staaten in den Zweiten Weltkrieg musste Herman sein Bandpersonal häufig auswechseln; zu Aufnahmen zog er zeitweise neben Webster auch andere Ellington-Musiker wie Johnny Hodges, Juan Tizol und Ray Nance heran. Herman engagierte auch den an Ellington orientierten Arrangeur Dave Matthews. Durch die Besetzungswechsel wandelte sich die Band kontinuierlich. 1942 nahm er Dizzy Gillespies Titel Down Under auf, die erste Bigband-Aufnahme einer Bebop-Nummer; der Trompeter spielte auch kurz in der Band. Carlo Bohländer meinte zu den Veränderungen:

„Der inzwischen erfolgte Übergang zu moderneren Arrangements sowie die Erweiterung der Bigband-Besetzung um die Jahreswende ließen die First Herd erstehen, die mit (Unisono)-Achtelnotenbewegungen an den Bebop anklang, aber noch sehr am Swing-Stil orientiert war.“

1943/44 hatte die Herman-Band durch den Recording ban nur eine begrenzte Zuhörerschaft; das Petrillo-Verbot kommerzieller Aufnahmen umging Herman, indem er mehrere swingende V-Discs einspielte. So gelangen ihm Erfolgstitel in den Charts wie The Music Stopped (#10), Milkman Keep Those Bottles Quiet (#10), Let Me Love You Tonight (#18) und die im Dezember 1944 eingespielte Cahn-Styne-Nummer Saturday Night (Is the Loneliest Night in the Week) (#15).

### First Herd: 1945–1946
Im Winter 1944/45 nahm Herman weitere Umbesetzungen vor; in der Folge wurde die (neue) Band als Woody Herman’s Herd bekannt, beziehungsweise als First Herd.
George Simon drückte seine Begeisterung im September 1944 in einer schwärmerischen Kritik im Metronome aus:

„›Bevor man eine wirkliche großartige Band haben kann‹, erzählte mir Woody Herman einmal, ›muss man in der Lage sein, auch wirklich jeden Abend schöne Musik zu spielen. Man kann nicht nur einige schöne Arrangements spielen und dann den Rest der Nacht nur noch Durchschnittzeug.‹ Heute qualifiziert sich Woody Hermans Band nach Woody Hermans eigenen anspruchsvollen Vorgaben und ohne irgendeinen Vorbehalt als ›wirklich großartige Band‹. Sie kann alles und tut es auch.“

Zu den ersten Aufnahmen dieser Band im Februar 1945 gehörte auch die Johnny Mercer-Ballade Laura, die auf #4 der Charts gelangte, sowie die Herman zugeschriebene Komposition Apple Honey, wohl kollektiv basierend auf George Gershwins I Got Rhythm entstanden.

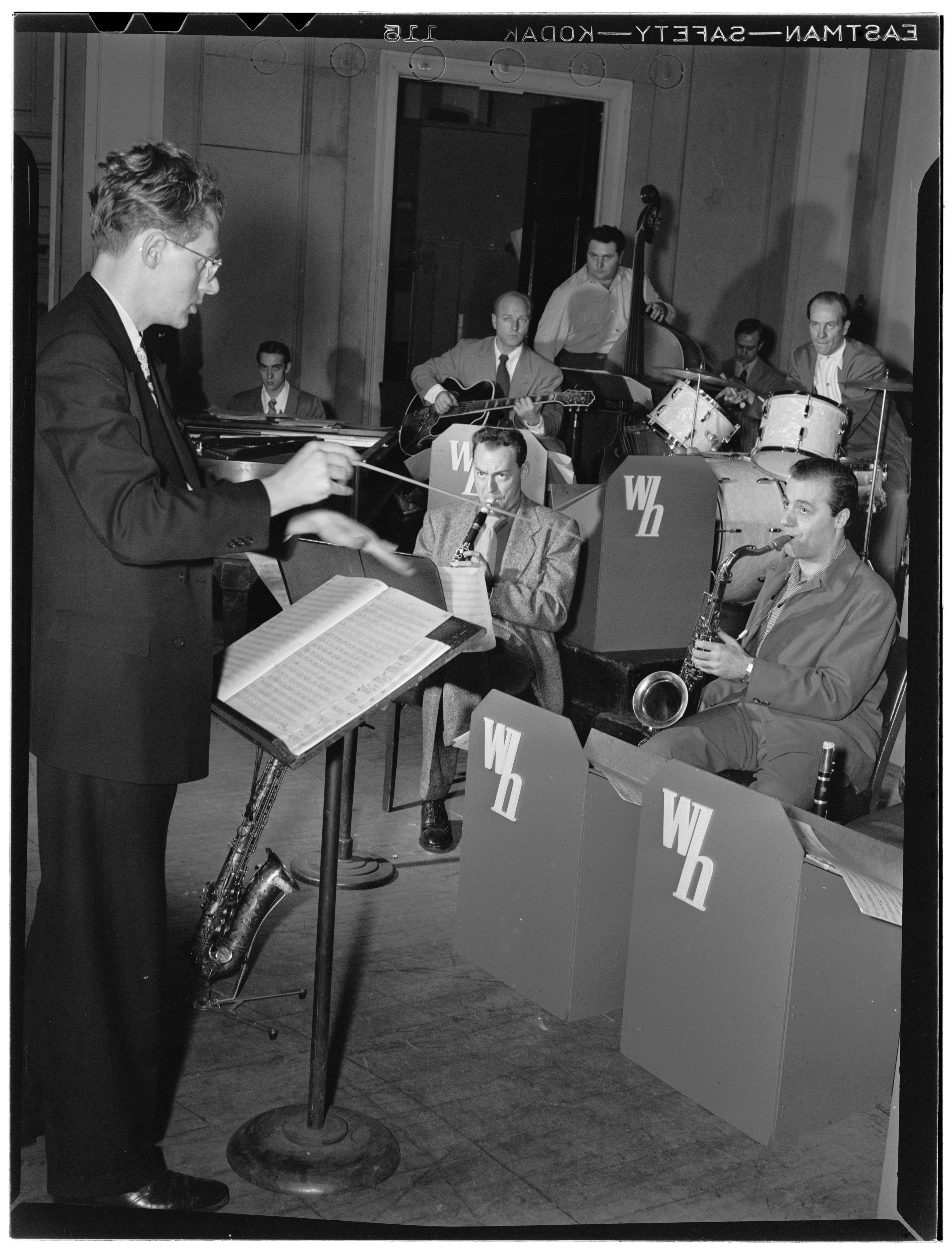
Walter Hendl, Tony Aless, Billy Bauer, Chubby Jackson, Don Lamond, Woody Herman und Flip Phillips, ca. April 1946. Foto: Gottlieb

Zwischen 1944 und 1946 hatte die Band eine wöchentliche Radioshow im Old Gold-Programm; Woody Herman gab daraufhin seiner Komposition Apple Honey den Namen jenes Zusatzes, den sein Sponsor den Old Gold-Zigaretten beimischte, „um den frischen Apfel-Honig-Geschmack zu garantieren“.
Anfang 1946 war Woody Herman and His Orchestra eine komplett neue Band; prägend waren die frischen Arrangements von Neal Hefti und Ralph Burns in Titeln wie dem genannten Apple Honey oder Goosy Gander. Die First Herd hatte einen Plattenvertrag bei Columbia Records und nahm eine Reihe außergewöhnlicher Titel auf, darunter eine Coverversion von Louis Jordans Rhythm-and-Blues-Song Caldonia und die swingende Instrumentalnummer Northwest Passage.
Neben Caldonia, das es auf #2 der Charts schaffte und die B-Seite Happiness is a Thing Called Joe hatte, war die First Herd 1945/46 in den US-Hitparaden weiterhin vertreten mit Titeln wie Gee, It’s Good to Hold You (#17), Let it Snow! (#7), Irving Berlins Everybody Knew But Me (#11), Atlanta, G.A. (#11), Surrender (#8), Mabel! Mabel! (#12), einem Schlager auf der Melodiebasis von Antonín Dvořáks Humoreske, Nr. 7, op. 101.
Eines der Hauptmerkmale der First Herd war die fünfköpfige Trumpet section, in der nun namhafte Solisten wie Neal Hefti, Shorty Rogers, Sonny Berman, Marky Markowitz oder Pete Candoli spielten; Flip Phillips war als Tenorsaxophonist prägender Solist, der Posaunist Bill Harris „setzte sich durch sein Bijou-Solo mit einem Schlage als eine wesentliche Posaunenstimme durch“. Die Rhythmusgruppe, die „einen wuchtigen, swingenden Beat“ vorlegte, bildeten Ralph Burns (Piano/Arrangement), Billy Bauer, Bassist Chubby Jackson (der auch als Co-Leader fungierte), die junge Vibraphonistin Marjorie Hyams und der Schlagzeuger Dave Tough; hinzu kam Mary Ann McCall als neue Bandvokalistin.

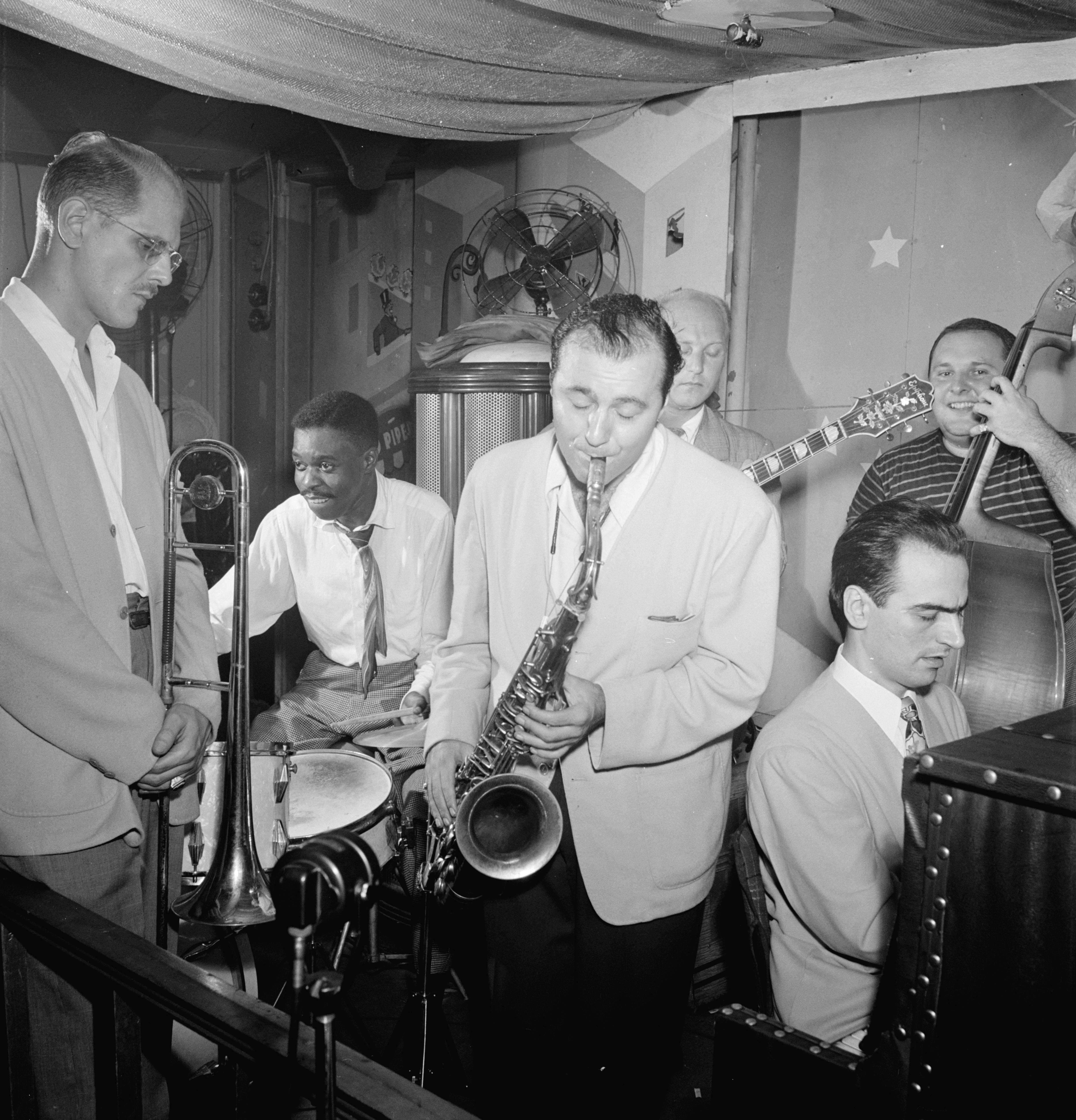
Bill Harris, Denzil Best, Flip Phillips, Billy Bauer, Lennie Tristano, Chubby Jackson, ca. September 1947. Foto: Gottlieb.

Nach Ansicht von Joachim-Ernst Berendt war die „erste Herde vielleicht das vitalste weiße Jazzorchester, dass es gegeben hat.“
Ende des Jahres 1945 erreichte die First Herd den Höhepunkt ihres Erfolgs; die Band gewann den Downbeat und Metronome-Leserpoll; die Bandmitglieder Phillips, Harris und Tough wurden jeweils zu den Top-Instrumentalisten des Landes gewählt, jedoch musste dann der todkranke Tough die Band verlassen und wurde ersetzt durch Don Lamond. Die Bandvokalistin Frances Wayne hatte einen Hit mit Happiness Is a Thing Called Joe.
Mit den Bandmitgliedern Bill Harris, Shorty Rogers, Sonny Berman, Flip Phillips, Jimmy Rowles, Billy Bauer, Chubby Jackson, Don Lamond sowie Red Norvo, der ab Anfang 1946 dabei war, bildete Herman einen kleineren Oktett-Bandableger namens The Woodchoppers, mit dem er 1946 Steps/Four Men on a Horse einspielte. Igor Stravinsky war so beeindruckt von der Band, dass er das Ebony Concerto (1945) für das Orchester komponierte, das die First Herd im März 1946 in der New Yorker Carnegie Hall aufführte. Das Ergebnis reif gemischte Reaktionen hervor; Barry Ulanov berichtete im Metronome, dass „mehr wie eine französische Imitation von Igor als der große Mann selbst“ klinge.
Für den „Geist der Band“ sei es charakteristisch gewesen, zitiert J.-E. Berendt den Bassisten Chubby Jackson, „wie die Musiker oft nach ihren Auftritten aufeinander zugingen und sich gegenseitig zu den Soli, die sie gespielt hatten, gratulierten.“ Trotz einiger Popularität der Band löste Herman sie im Dezember 1946 auf; die Gründe lagen in finanziellen und persönlichen Gründen, da der Bandleader mehr Zeit mit seiner Familie verbringen wollte, nachdem er sich ein Haus in Hollywood gekauft hatte. Metronome kündigte den Abgang der „Herde“ in einem Leitartikel mit der Überschrift Nachruf in Sachen Rhythmus an und schrieb „Woody Hermans prachtvolle Band ist tot. Sie möge in Frieden ruhen.“

### Second Herd: 1947–1949
Mitte Oktober 1947 bildete Herman in Hollywood die Second Herd; viele Musikkritiker bezeichneten diese Band mit Stan Getz und Zoot Sims als großartigste Band dieser Zeit. Kern der Second Herd war eine Gruppe von Saxophonisten, genannt The Four Brothers, die der Band ihren spezifischen Klang verliehen: in der Originalbesetzung Stan Getz, Zoot Sims, Herbie Steward (der im Januar 1948 von Al Cohn ersetzt wurde), und Serge Chaloff. Stan Getz berichtete vom Entstehen:
„Wir hatten eine Band im 'Pontrelli' im spanischen Viertel von Los Angeles. Ein Trompeter namens Tony de Carlo war der Bandleader und wir hatten nur seine Trompete, vier Tenorsaxophonisten und Rhythmus. Wir hatten ein paar Arrangements von Gene Roland und Jimmy Giuffre“.

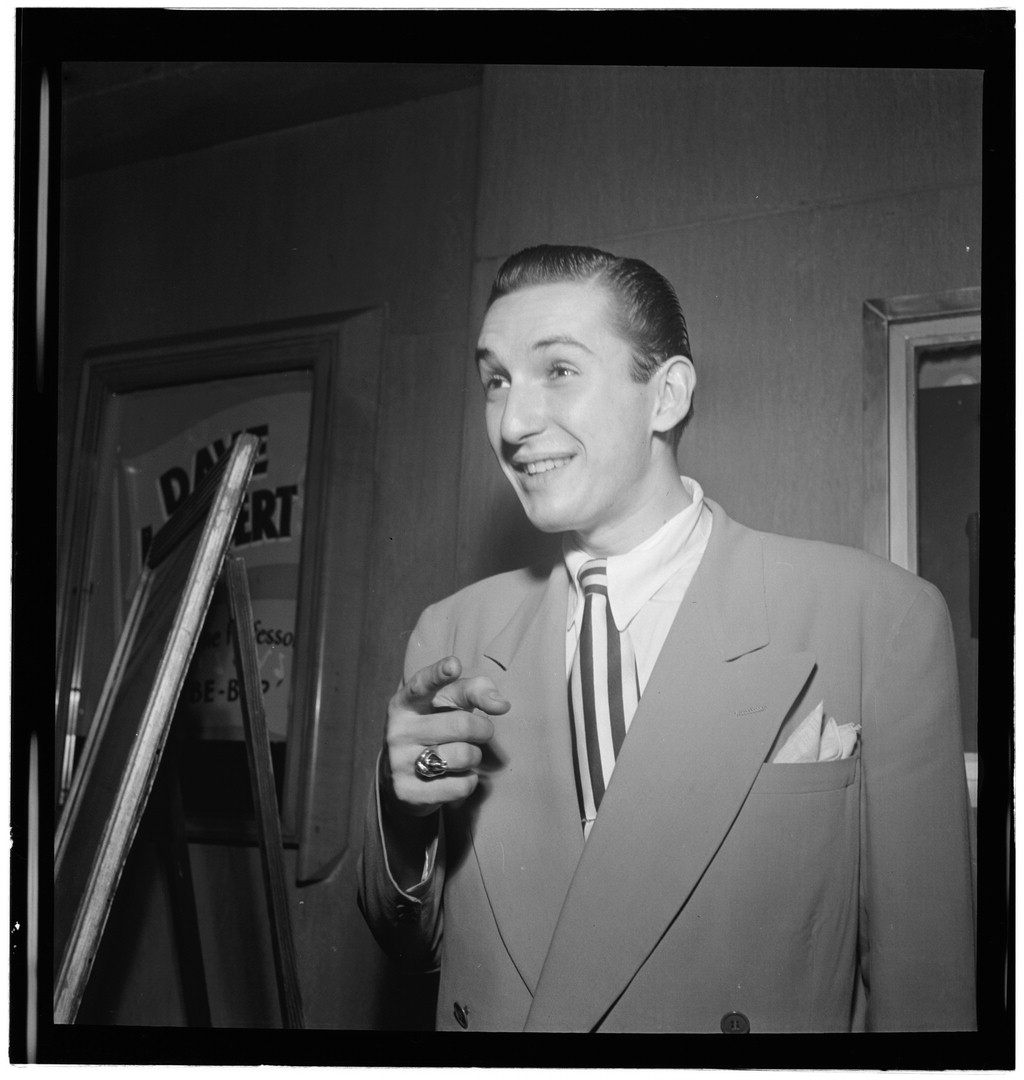
Serge Chaloff 1947.
Foto: William P. Gottlieb

Roland und Giuffre hatten nach dem Vorbild von Lester Young den Four Brothers-Klang geformt; Woody Herman hatte die vier Tenoristen Giuffre, Getz, Sims und Herbie Stewart „mehr oder weniger zufällig gehört und war so begeistert von ihrem Sound, dass er letztere drei für seine Band engagierte. An die Stelle des vierten Tenors setzte er das Baritonsaxophon von Serge Chaloff, der der Kombination aus Tenorinstrumenten durch sein dunkles Baritonhorn noch zusätzliche Wärme und Tiefe gab.“
Zu den Mitgliedern der Band gehörten ferner die Trompeter Shorty Rogers, Ernie Royal und Bernie Glow, der Posaunist Earl Swope, Pianist Fred Otis und Schlagzeuger Don Lamond; hinzu kamen zeitweise Al Porcino, Shadow Wilson, Red Rodney, Billy Mitchell, Lou Levy, Gene Ammons, Jimmy Raney und Oscar Pettiford.
Für die Four Brothers, diese Band in der Band, schrieb Jimmy Giuffre den gleichnamigen Titel; Al Cohn komponierte die Bebop-Nummer The Goof and I. „Ihren Stil kennzeichnete die Verschmelzung von Cool Sound, moderner Harmonik und Achtelnoten-Swing,“ schrieb Carlo Bohländer. Obwohl die Second Herd nie die Popularität der Vorgängergruppe erreichte, hatte sie einen höheren Level an Kreativität und wies ein beachtliches Talent an Solisten auf. Lediglich mit der Gesangsnummer I Told Ya, I Love Ya, Now Get Out (#23) und einer Jazz-Version von Chatschaturjans Sabre Dance (#3) kam sie Anfang 1948 in die US-Charts.
The Second Herd bestand bis 1949, als Herman sie auf ein kleineres Ensemble reduzierte, in dem u. a. Conte Candoli, Milt Jackson, Bill Harris, Dave Barbour, Red Mitchell und Shelly Manne spielten. Zwischen Dezember 1949 und Januar 1950 tourte er mit dieser Formation in den USA und in Kuba.
Zu den Gründen der Auflösung gehörte auch der Heroinkonsum einiger Bandmitglieder.

### Third Herd: 1950–1958
Im Frühjahr 1950 bildete Herman die Third Herd, die den Four Brothers-Sound beibehielt; zu seinen Musikern gehörten Urbie Green, Carl Fontana, Bill Perkins, Dave McKenna, Red Mitchell, Terry Gibbs, Milt Jackson sowie der Pianist und Arrangeur Nat Pierce. Später kamen (z. T. zeitweise) noch Dick Collins, Doug Mettome, Don Fagerquist, Phil Urso, Shorty Rogers, Arno Marsh, Stu Williamson, Ernie Royal, Al Cohn, Bill Harris, Chubby Jackson, Chuck Flores, Dick Hafer, Cy Touff, Kai Winding, Frank Rehak und Sonny Igoe hinzu.
Im Mai/Juni 1951 konzertierte die Third Herd drei Wochen im Hollywood Palladium. Al Cohn war nun Arrangeur für die Band, Shorty Rogers war Solist in Titeln wie More Moon. Neben Woody Herman trat als Vokalistin Dolly Houston in Erscheinung. Am 22. Juli 1951 kam es zu einem gemeinsamen Konzert mit Charlie Parker und der Third Herd in der Municipal Arena Kansas von Kansas City (Missouri). 1954 tourte die Band in Europa; 1955 löste Herman die Third Herd auf, um im folgenden Jahr erneut eine Bigband zusammenzustellen, mit der er 1958 auf eine vom State Department gesponserten Tour nach Südamerika ging. 1959 trat er mit einem All-Star-Orchester, bestehend aus alten und neuen Bandmitgliedern, auf dem Monterey Jazz Festival auf. Wesentliche Mitglieder seiner Band waren Ende der 1950er Jahre Nat Adderley, Vince Guaraldi, Richie Kamuca, Victor Feldman, Bill Harris und Zoot Sims. 1956 ersetzte für eine Saison Vince Guaraldi Nat Pierce am Piano.

### The Fourth Herd und The Swingin’ Herd ab 1960

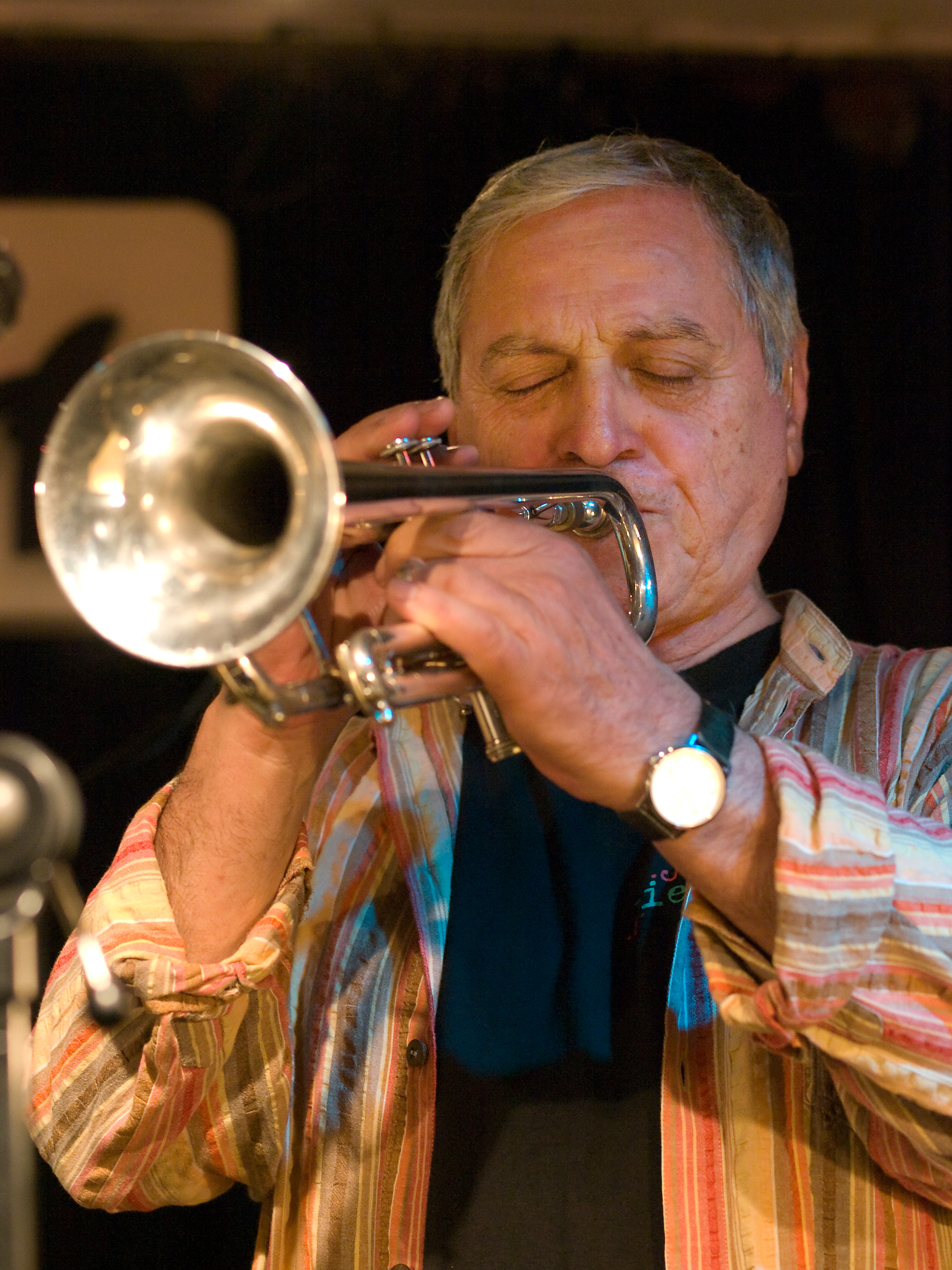
Dusko Goykovic im Jazzclub Unterfahrt (München 2009)

Nach dem Ende der Swingära setzte Herman die Arbeit als Bandleader kleinerer Ensembles und gelegentlich auch von Bigbands bis in die 1980er Jahre fort. Ab 1960 nahm die Bigband wieder feste Gestalt an, als er mit den Musikern Bill Chase, Carmen Leggio, Sal Nistico, Phil Wilson, Henry Southall und Jake Hanna ein neues Ensemble zusammenstellte, das ab 1964 als Fourth Herd firmierte. „Ihr Stil war die Übertragung des Hard Bop auf die Big Band.“
Einige der Formationen der folgenden Jahre unter den Bezeichnungen The Fourth Herd, The Swingin’ Herd oder The Thundering Herds tourten innerhalb und außerhalb der Vereinigten Staaten, mit Auftritten u. a. auf dem Jazzfestival in Antibes 1965 und im Basin’ Street West in San Francisco, wo das Live-Album Woody’s Winners (1965) mitgeschnitten wurde. 1968 konzertierte die Band auf dem Newport Jazz Festival; 1969 war sie in Deutschland zu hören.
Neu hinzu kamen in den 1960er Jahren junge Musiker wie Chuck Andrus, Alan Broadbent, Harold Danko, Paul Fontaine, Dusko Goykovich, Tom Harrell, Bobby Jones, Andy McGhee, Don Rader, Frank Tiberi, Gary Klein und in den 1970/80ern John Fedchock, Greg Herbert, Andy LaVerne, Tony Klatka, Jim Pugh, Steve Turre und Joel Weiskopf. Hermans Band verarbeitete in dieser Phase auch musikalische Einflüsse von Thelonious Monk (Blue Monk), Charles Mingus (Better Get It in Your Soul) und Herbie Hancock (Watermelon Man) sowie des aufkommenden Beat und der Rockmusik.
In den 1970ern spielte Herman auf dem Sopransaxophon John Coltranes Giant Steps. An Woody Hermans Jubiläumstournee nahmen auch zahlreiche weitere Musiker wie Joe Lovano teil, deren Höhepunkt The 40th Anniversary Concert in der New Yorker Carnegie Hall im November 1976 war, an dem auch Stan Getz, Chubby Jackson, Zoot Sims, Al Cohn, Jimmy Giuffre, Jimmy Rowles und Flip Phillips teilnahmen. Nach Woody Hermans Tod am 29. Oktober 1987 übernahm Hermans langjähriger Tenorsaxophonist Frank Tiberi die Band, der sie zwar im Sinne Hermans weiterführter, dabei allerdings stets seine musikalische Eigenständigkeit beibehielt und die Band musikalisch weiter entwickelte.

## Diskographische Hinweise
The Band That Play the Blues

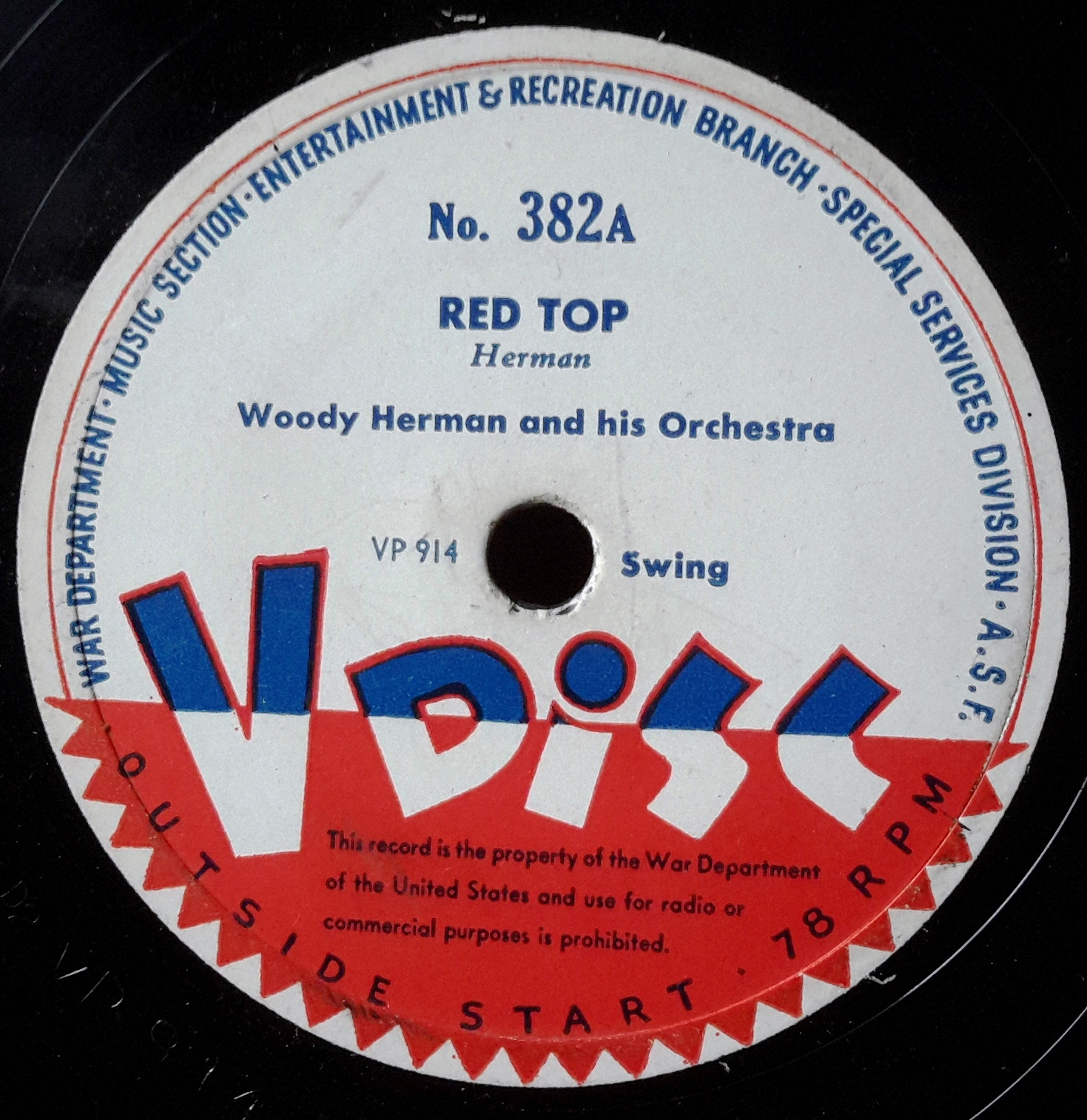
Woody Hermans „Red Top“, arrangiert von Neal Hefti und aufgenommen am 5. September 1944, erschien auf V-Disc

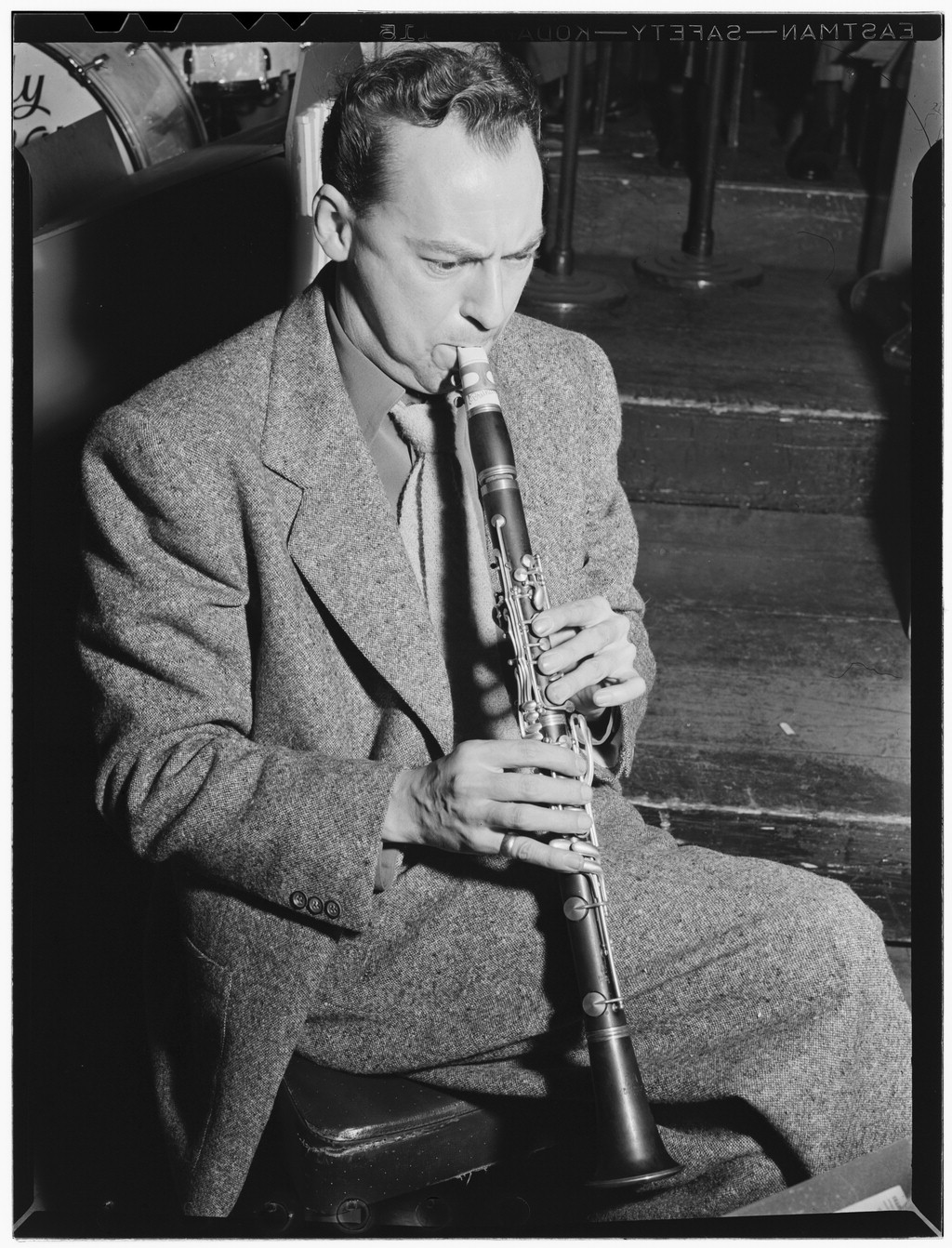
Woody Herman, New York City, ca. April 1946. Foto: William P. Gottlieb

- Blues on Parade (MCA, 1937–42), u. a. mit Sam Armato
- Woody Herman 1939 (Classics)

First Herd
- The Thundering Herds 1945–1947 (Columbia, 1945–47)
- Northwest Passage Live 1945 (Jass, 1945)
- Blowing Up a Storm! (Columbia, 1945–47)
- The V-Disc Years 1 & 2 (Hep Records, 1945–47)
- At Carnegie Hall, 1946 (Universal/MGM, 1946)

Second Herd
- Keeper of the Flame (Capitol, 1948–49)
- At Palladium Hollywood/Commodore Hotel New York 1948 (Storyville, 1948)

Third Herd
- Live at the Edgewater (Jerden, 1950)
- Early Autumn (Discovery, 1952–54)
- Songs for Hip Lovers (Verve 1957)

Fourth Herd/The Swingin’ Herd
- Encore: 1963 (Universal, 1963)
- Woody Herman: 1964 (Philips, 1964)
- Woody’s Winners (1965)

Kompilationen
- The Complete Capitol Recordings of Woody Herman 1948-1956 (Mosaic, ed. 2000)
- The Complete Woody Herman Decca, Mars, MGM Sessions (1943-54) (Mosaic, ed. 2019)

## Filmographie
- 1938: Woody Herman & His Orchestra (Soundie, Regie: Roy Mack)
- 1942: What’s Cookin’? (Regie: Edward F. Cline)
- 1944: Sensationen für Millionen (Sensations of 1945)
- 1945: Earl Carroll Vanities (Regie: Joseph Santley)
- 1947: New Orleans (Regie: Arthur Lubin)
- 1954: Producers’ Showcase (Fernsehserie)
- 1957: The Jerry Lewis Show
- 1965: Toast of the Town (Fernsehserie)